# Kung Fu Panda (jeu vidéo)
Kung Fu Panda est un jeu vidéo d'action-aventure développé par Luxoflux et édité par Activision, sorti en 2008 sur Windows, Wii, PlayStation 2, PlayStation 3 et Xbox 360.
La version Nintendo DS est un metroidvania développé par Vicarious Visions.
C'est une adaptation du film du même nom.